# 基抹
基抹（כמש），摩押人(其王國活躍於公元前590年以前)所信奉之主神，亦為死海附近之民族所信奉之邪神（Evil god）。
在民間文化裡，曾於17世紀密爾頓的史詩《失樂園》中，以惡魔之身分登場。

## 簡介
鼓勵猥褻淫穢的儀式，使災禍降臨於人世間之邪神。所羅門王曾為其與亞捫人之主神摩洛於耶路撒冷對面之山上建設祭壇。
在密爾頓的《失樂園》中著作中，摩押與猶太對戰之時，摩押王曾以王子作為祭品，以乞求勝利，然最終依舊不敵，摩押敗亡，基抹則被猶太王國的約書亞放逐至地獄。